# Fosztó István
Uzoni Fosztó István (1729 – Bágyon, 1778) unitárius lelkész, körjegyző, egyháztörténész.
Kolozsváron tanult, s előbb Torockószentgyörgyön, majd Aranyosszéken lelkészkedett. 1771-től Bágyonban volt pap. Itt is hunyt el mint az aranyos-tordai egyházkör jegyzője.
Egyetlen műve kéziratban maradt: Historia Ecclesiastica Transilvano-Unitaria. 
Ezt a munkát 1767-ben Kénosi Tőzsér János bágyoni pap kezdte irni, a ki azonban az I. kötet megirásakor meghalt, mire 1772-ben utóda, Fosztó folytatta, bővítve s részben megigazítva a többi könyveket is. Ennek művét Kozma Mihály szentgericei pap és esperes 1798-ig folytatta, mikor meghalt, mire fia Kozma János, 1800-tól 1817-ig csókfalvai pap, a 6. kötet végeig irta meg; ez meghalt 1840-ben. Ettől fogva nincs a kéziratnak folytatása. Mind a hat kötet megvolt a székelykeresztúri unitárius középiskola könyvtárában.